# Viitasaari (ö i Södra Savolax, Nyslott, lat 62,47, long 28,74)
Viitasaari är en ö i Finland. Den ligger i sjön Kermajärvi och i kommunen Heinävesi i den ekonomiska regionen  Nyslotts ekonomiska region  och landskapet Södra Savolax, i den sydöstra delen av landet, 300 km nordost om huvudstaden Helsingfors. Öns area är 23,8 hektar och dess största längd är 1 kilometer i öst-västlig riktning.